# Джон Міллар (філософ)

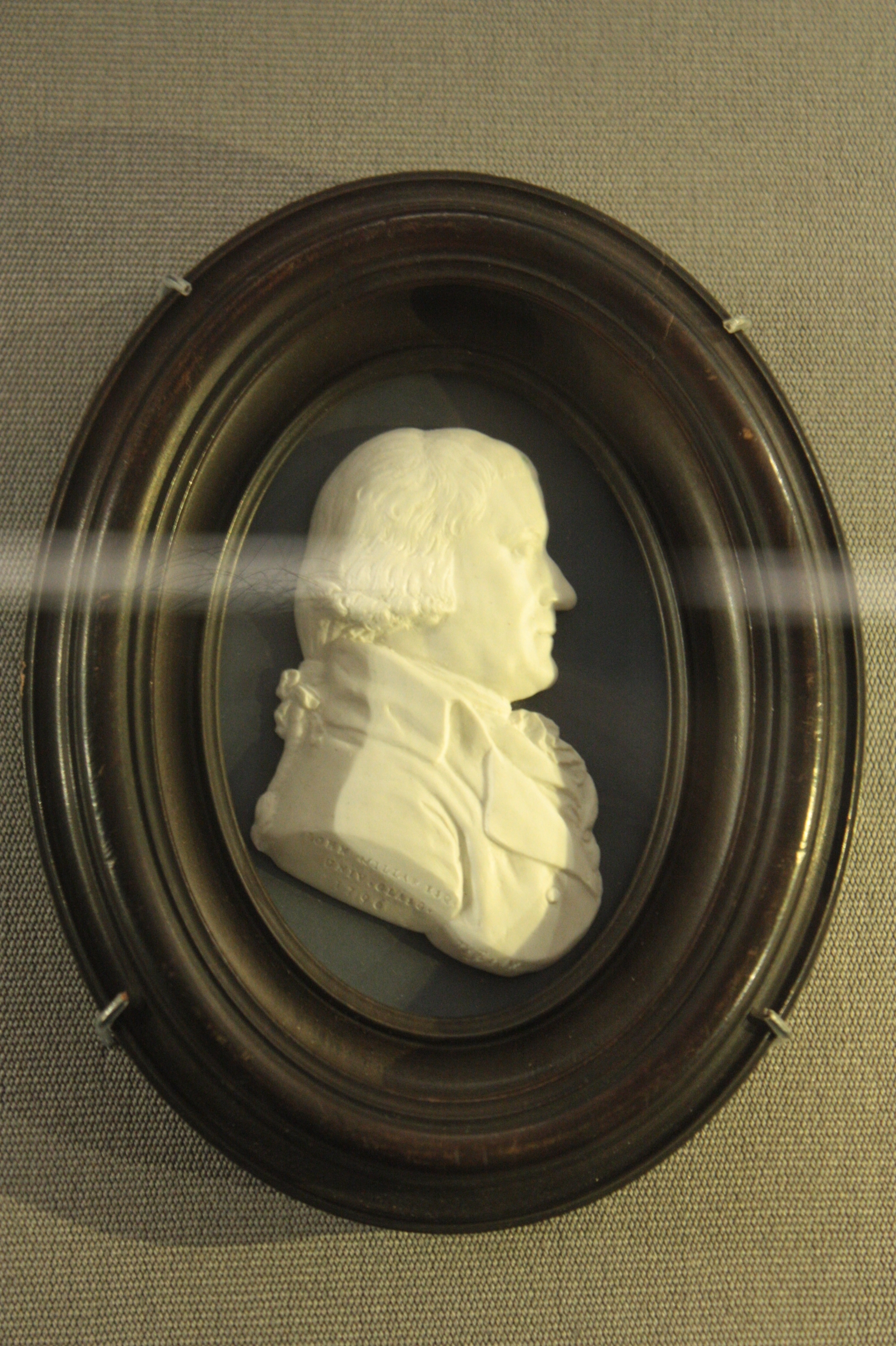
Мініатюра професора Джона Міллара, 1796, Шотландська національна портретна галерея

Джон Міллар з Глазго (22 червня 1735 — 30 травня 1801) — шотландський філософ, історик та професор цивільного права в Університеті Глазго з 1761 по 1800 рік.

## Життєпис
Джон Міллар народився сином власника маєтку Кірка о'Шоттс, Шоттс, Ланаркшир, освіту здобув у дядька, а потім, коли батька перевели до парафії Гамільтона, у Старій гімназії Гамільтона (перейменованій на Академію Гамільтона у 1848 році). Продовжуючи навчання в Університеті Глазго, він став одним із найвідоміших послідовників Адама Сміта, засновника економічної науки. Протягом короткого часу в 1750-х роках він був гувернером у домі Генрі Хоума, лорда Кеймса. У 1760 році його прийняли на факультет адвокатів. З 1761 по 1800 рік Міллар був професором цивільного права в Глазго, де його лекції принесли йому загальнонаціональну славу. Серед його колег і прихильників були Сміт, Кеймс і Девід Г'юм. У 1772 році Міллар був обраний секретарем Сенату Університету Глазго.
У своїй праці «Походження розмежування рангів», опублікованій у 1778 році, Міллар відстоює точку зору, що економічна система визначає всі соціальні відносини, навіть між статями. Така точка зору пізніше стала відомою як економічний детермінізм і мала важливий вплив на марксизм. Вернер Зомбарт описав книгу Міллара як «одну з найкращих і найповніших соціологій, які ми маємо».
Його праця «Історичний погляд на англійський уряд», видана 1787 року, була важливою працею з сучасної історії Англії, що стала віхою в розвитку історіографії. Міллар співпрацював з іншими істориками, порівнював їхні праці та наголошував на соціальних та економічних основах політичної системи, що суттєво відрізняло його роботу від більшості попередніх праць, які були більш спекулятивними, ніж науковими.

## Родина
У 1791 році Міллар втратив доньку від сухот, а в 1795 році — дружину. Його старший син Джон, багатообіцяючий молодий чоловік, став адвокатом і одружився з донькою доктора Каллена. У 1787 році він опублікував книгу «Елементи права, що стосуються страхування». Погане здоров'я та непопулярність віггізму, який він успадкував від батька, змусили його емігрувати навесні 1795 року до Америки, де він невдовзі помер від сонячного удару.
У батька залишилося троє синів і шість дочок. З них Джеймс став професором математики в Глазго; другий, Вільям, вступив на службу в Королівську артилерію; третій був письменником. Одна дочка, Агнес, була одружена з Джеймсом Майлном, професором моральної філософії в Глазго, а інша, Маргарет, — з доктором Джоном Томсоном, від якого вона стала матір'ю Аллана Томсона, професора хірургії в Единбурзі. Він залишив свої рукописи старшому синові, професору Мілну, і Джону Крейгу, своєму племіннику, який опублікував деякі з них у 1803 році.

## Вшанування
У 1985 році в пам'ять про нього було засновано кафедру права імені Джона Міллара в Університеті Глазго.

## Праці
- Observations concerning the Distinction of Ranks in Society, 1771. Revised second edition, 1773.
- An Historical View of the English Government, 1787.
- An Historical View of the English Government from the Settlement of the Saxons in Britain to the Revolution in 1688. To which are subjoined some Dissertations Connected with the History of the Government from the Revolution to the Present Time, 3rd ed., ed. J. Mylne & J. Craig, 4 vols, Edinburgh, 1803
- (Anon.), Letters of Crito on the causes, objects, and consequences, of the present war, 1796

## Подальше читання
- Haakonssen, Knud; Cairns, John W. (2004). Millar, John (1735–1801). Oxford Dictionary of National Biography (вид. онлайн). Oxford University Press. doi:10.1093/ref:odnb/18716. (Необхідна підписка або членство в публічній бібліотеці Сполученого Королівства .)
- Miller, Nicholas B. (2017). John Millar and the Scottish Enlightenment: Family Life and World History. Oxford. ISBN 978-0-7294-1192-9ISBN 978-0-7294-1192-9
- Lehmann, William.(1979), John Millar of Glasgow, 1735-1801: His Life and Thought and His Contributions to Sociological Analysis, Arno Press
- Ignatieff, Michael. "John Millar and individualism", in Wealth and Virtue: the Shaping of Political economy in the Scottish Enlightenment, Istvan Hont and Michael Ignatieff (eds.). Cambridge: Cambridge University Press, 1983.
- Lazar, Veronica, "Saving the rules from the exceptions? John Millar, the Scottish Enlightenment and the history of the family", Global Intellectual History, vol. 4, 2019 (https://doi.org/10.1080/23801883.2019.1643114).

## Зовнішні посилання
- Selected primary works [Архівовано 28 July 2016 у Wayback Machine.]
- Full text of The Origin of The Distinction of Ranks [Архівовано 1 May 2017 у Wayback Machine.]
- John Millar at The Online Library of Liberty